# Opel-RAK
Opel-RAK foi um programa do fabricante de automóveis alemão Fritz von Opel que produziu uma série de veículos à foguetes, através da empresa automobilística Opel, em associação com outros, incluindo Max Valier, Julius Hatry e Friedrich Wilhelm Sander. O Opel RAK é geralmente considerado o primeiro programa de foguetes em larga escala do mundo, avançando significativamente a tecnologia de foguetes e aviação, bem como instrumental na popularização de foguetes como meio de propulsão. Além disso, as demonstrações do Opel RAK também tiveram grande sucesso como acrobacias publicitárias para a montadora Opel. O "Lippisch Ente" ("Pato de Lippisch" em alemão), o primeiro planador movido a foguete do mundo e pilotado em seu primeiro voo em 11 de junho de 1928, por Fritz Stamer em Wasserkuppe, foi comprado e operado pela Opel em contexto do programa Opel RAK, mas não é formalmente designado como número de série Opel RAK. Também uma motocicleta movida a foguete a "RAK-Motoclub", baseada em uma Opel Motoclub 500 SS convencional e apresentada no Berlin Motorshow 1928, não recebeu um número RAK formal.
- Opel RAK.1 - um carro-foguete que alcançou 75 km/h (47 mph) em março de 1928 e mais de 100 km/h em abril do mesmo ano[7]
- Opel RAK.2 - carro-foguete testado em 23 de maio de 1928; atingiu uma velocidade de 238 km/h (145 mph) impulsionada por 24 foguetes de combustível sólido[7]
- Opel RAK.3 - veículo ferroviário-foguete (velocidade cotada variando de 254 ou 290 km/h.[8][9][10][11][4]) Na segunda corrida, o veículo saiu da pista e foi destruído.
- Opel RAK.4 - veículo ferroviário à foguete, destruído quando um foguete sólido explodiu na pista, explodindo todos os outros foguetes. As autoridades ferroviárias proibiram novas corridas.[11]
- Opel RAK.1 - avião-foguete voado em 30 de setembro de 1929

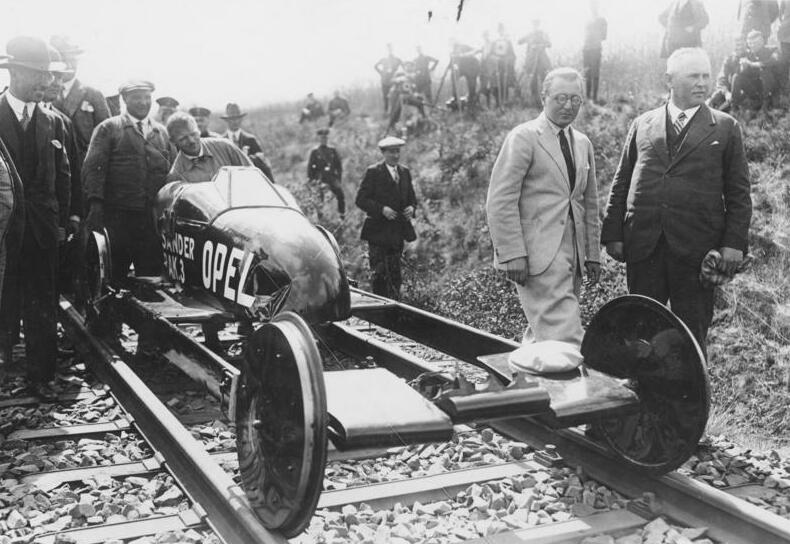
Veículo ferroviário à foguetes Opel RAK.3 em junho de 1928, evento de recorde mundial de velocidade perto de Burgwedel, no norte da Alemanha.

## Estabelecimento e objetivos do Opel RAK
A ideia de construir e pilotar um carro movido a foguete foi sugerida a von Opel por Max Valier. Após a guerra, Valier ficou muito interessado em foguetes. Valier, em 1927, tornou-se um dos fundadores da alemã Verein für Raumschiffahrt, ou “Sociedade do Voo Espacial”, um grupo de cientistas altamente influentes que viria a desempenhar um papel importante em tornar realidade o voo espacial de foguetes. Valier estava mais interessado em divulgar foguetes do que em comercializar automóveis Opel, mas chegou à conclusão de que construir um carro movido a foguete de sucesso alcançaria ambos os objetivos. Von Opel confirmou seu interesse em concretizar a proposta de Valier. Em nome de von Opel, Valier finalmente contatou Friedrich Wilhelm Sander, um engenheiro pirotécnico alemão que, em 1923, comprou a H.G. Cordes, uma empresa de Bremerhaven famosa por sua fabricação de foguetes de pólvora negra usados principalmente para arpões, dispositivos de sinalização e dispositivos semelhantes. Opel, Sander e Valier uniram forças e combinaram em uma entidade o financiamento, o conhecimento teórico e a capacidade prática necessária para o sucesso. Além disso, von Opel, Valier e Sander disseram desde o início que seus experimentos com carros eram apenas um prelúdio para experimentos maiores com aeronaves e espaçonaves: eles concordaram com o objetivo final de trabalhar em aeronaves movidas a foguetes ao mesmo tempo em que construindo seus famosos carros-foguete, como pré-condição para a aplicação antecipada de voos espaciais.